# غربی (فیلم ۱۹۴۰)
غربی (انگلیسی: The Westerner) فیلمی در ژانر وسترن به کارگردانی ویلیام وایلر است که در سال ۱۹۴۰ منتشر شد.

## بازیگران
- گری کوپر
- والتر برنان
- فرد استون
- دوریس دونپورت
- فارست تاکر
- پال هرست
- دانا اندروز
- تام تایلر
- لوپیتا توبار
- چیل ویلز
- لیلیان باند
- چارلز کلمن
- چارلز هالتون
- هَنک بل